# 樊晃
樊晃（？—？），句容人，唐代官员、诗人。
开元时，进士出身，又中书判拔萃科，历任硖石主簿，又任祠部、度支员外郎，天宝中，官汀州刺史，大历五年擔任润州刺史。工於詩，诗律清奇，与刘长卿、皇甫冉等有唱和。曾集《杜甫小集》，收诗二百九十首，又作《杜工部小集序》。两《唐书》无传。